# Topoľovka
Topoľovka es un municipio del distrito de Humenné en la región de Prešov, Eslovaquia, con una población estimada a final del año 2024 de 807 habitantes.
Se encuentra ubicado al sureste de la región, cerca de los ríos Cirocha y Laborec (cuenca hidrográfica del río Tisza) y de la frontera con la región de Košice.

## Demografía
| Año        | 1994 | 2004    | 2014    | 2024    |
| ---------- | ---- | ------- | ------- | ------- |
| Población  | 812  | 823     | 815     | 807     |
| Diferencia |      | +1,35 % | −0,97 % | −0,98 % |

| Año        | 2023 | 2024    |
| ---------- | ---- | ------- |
| Población  | 811  | 807     |
| Diferencia |      | −0,49 % |